# دو چهره ترس
دو چهرهٔ ترس (اسپانیایی: Coartada en disco rojo‎) فیلمی در ژانر جالو است که در سال ۱۹۷۲ منتشر شد. از بازیگران آن می‌توان به فرناندو ری و لوچانا پالوتزی اشاره کرد. این فیلم محصول دو کشور اسپانیا و ایتالیا است.